# Chalona
Se denomina chalona a la carne deshidratada de cordero. Se conoce con diferentes nombres como: skerpikjøt (Dinamarca), pastırma (Turquía), lahndi (Afganistán), guedid (Marruecos), khlea (Nigeria) y tapa (Filipinas). Es particularmente común en lugares como Perú, Bolivia, norte de Chile y norte de Argentina. La chalona se encuentra como ingrediente en la gastronomía de las regiones Arequipa, Cusco, Moquegua, Puno, Tacna, Salta y Jujuy. En algunos lugares la carne se seca en filetes enteros, mientras que en otros (Argentina) se "golpea" la carne y se desmenuza.